# 725 î.Hr.
Milenii: Mileniul al II-lea î.Hr. - Mileniul I î.Hr. - Mileniul I
Secole: Secolul al IX-lea î.Hr. - Secolul al VIII-lea î.Hr. - Secolul al VII-lea î.Hr.
Decenii: Anii 770 î.Hr. Anii 760 î.Hr. Anii 750 î.Hr. Anii 740 î.Hr. Anii 730 î.Hr. - Anii 720 î.Hr. - Anii 710 î.Hr. Anii 700 î.Hr. Anii 690 î.Hr. Anii 680 î.Hr. Anii 670 î.Hr.
Ani: 730 î.Hr. 729 î.Hr. 728 î.Hr. 727 î.Hr. 726 î.Hr. - 725 î.Hr. - 724 î.Hr. 723 î.Hr. 722 î.Hr. 721 î.Hr. 720 î.Hr.

## Evenimente
- Regele Shalmaneser al V-lea al Asiriei începe un război, care a durat trei ani, pentru cucerirea Israelului
- Sparta cucerește regiunea vecină Messinia